# Paradromulia phana
Paradromulia phana är en fjärilsart som beskrevs av Louis Beethoven Prout. Paradromulia phana ingår i släktet Paradromulia och familjen mätare. Inga underarter finns listade i Catalogue of Life.